# ماری فریدریکسون
 (به انگلیسی: Marie Fredriksson) (متولد شده با نام گان-ماری فریدریکسون در ۳۰ مه ۱۹۵۸ میلادی – درگذشته ۹ دسامبر ۲۰۱۹) خواننده، ترانه‌سرا و پیانیست پاپ سوئدی بود که بیشتر بخاطر بنیانگذاری گروه پاپ / راک دونفره راکست در سال ۱۹۸۶ به همراه پر گسله شناخته می‌شود.
فردریکسون و پر گسله به موفقیت‌های جهانی از اواخر دهه ۸۰ میلادی تا اوایل دهه ۹۰ رسیدند و با ۶ تک‌آهنگ نظیر «به قلبت گوش بده»، «نگاه»، «جوی راید» و «خطرناک» در جدول ده ترانه برتر ایالات متحده قرار گرفتند.

## اوایل زندگی
ماری فریدریکسون کوچک‌ترین عضو خانواده پنج فرزندی خود بود که در شهر اُسخو به دنیا آمد. مادرش «اینس» Inez (متوفی در سال ۱۹۹۸) و پدرش «یوستا» Gösta (متوفی در سال ۱۹۸۱) نام داشتند. سه خواهر به نام‌های «آنا لیزا» Anna-Lisa (متوفی در سال ۱۹۶۶)، «یولا بریت» Ulla-Britt و «تینا» Tina و یک برادر به نام «سوِن اآرنه» Sven-Arne دارد. خانواده او پس از مدتی در سال ۱۹۶۲ به شهر کوچکی بنام Östra Ljungby در جنوب سوئد نقل مکان کردند. خانواده‌ای فقیر که پدر و مادر هر دو مجبور به کار کردن بودند. مادر او در یک کارخانه در چند مایل دورتر از خانه و پدرش یک مأمور پست برای تحویل نامه‌ها در اطراف همان شهر کوچک شد. همین امر باعث می‌شد که ماری جوان بیشتر اوقات در خانه تنها بماند. در جریان همین تنهایی، او در جلوی آینه می‌ایستاد و به خودش می‌قبولاند که یک سوپرستاره است و همین باعث شد که علاقه به اجرای موسیقی در وجود او پرورش یابد. او به همراه خواهر و برادران و بچه‌های همسایگان خود شروع به نواختن موسیقی و خواندن کرد. او وقتی ۸ ساله بود خواهر بزرگ خود «آنا لیزا» را در یک تصادف از دست داد و این اولین غم و اندوه بزرگی بود که او در زندگی تجربه کرد. مادر او بیشتر اوقات از ماری می‌خواست در جلوی دوستانش که تحت تأثیر صدای الیویا نیوتن جان گونه ماری قرار گرفته بودند به اجرای موسیقی بپردازد.
علاقه او در نوجوانی با شناخت هنرمندانی چون جونی میچل، بیتلز، دیپ پرپل به شدت افزایش یافت. در سن ۱۷ سالگی، فریدریکسون به عضویت یک کالج موسیقی درآمد و در تئاتر محلی به اجرا پرداخت. در هر حال او اینکار را بسیار خسته کننده و یکنواخت می‌دانست، در عوض او آرزوی به هیجان درآوردن مخاطبان خود را داشت. همان‌طور که او گفته بود «من میخوام موسیقی اجرا کنم، من یک موسیقی‌دانم.» او وارد یک گروه محلی موسیقی شد و حتی یک تک‌آهنگ هم به همراه گروه ضبط کرد. پس از اینکه گروه از هم جدا شد، ماری و دوست پسر جدیدش مارتین به اجرای موسیقی در «ماماز بارن» پرداخت. آن‌ها بایکدیگر یک آلبوم ضبط کردند. پر گسله، خواننده اصلی و مشهور گروه سوئدی ژیلنه تیدر، به او پیشنهاد یک تمرین در استادیو رو داد که باعث شد آن‌دو با یکدیگر دوست شوند. پر گسله عقیده داشت فریدریکسون بشدت با استعدادتر از این است که پشت یک کیبورد در گروه‌های موسیقی محلی مخفی بماند، و از او به همراه تهیه‌کننده خودش «لس لیندوم» که شخصی به شدت شناخته شده در سوئد بود، تست اجرای موسیقی گرفت. لس تحت تأثیر صدای ماری قرار گرفت و به او پیشنهاد یک کنسرت داد.

## پیش به سوی فعالیت انفرادی: Het vind و Den sjunde vågen
لس لیندوم از فریدریکسون خواست که با او یک آلبوم دونفری ضبط کند، «Så nära nu» حاصل متحد شدن او با گروه «The Lasse Lindbom Band» است. پر گسله شروع به تشویق او برای شروع یک فعالیت تکی کرد، اما او بسیار دستپاچه بود و اعتماد به نفس نداشت. در نهایت فریدریکسون پیشنهاد او را را قبول کرد و اولین آلبوم تکی خودش را به نام Het vind و با تهیه‌کنندگی لیندوم ضبط کرد.
«Ännu doftar kärlek» اولین تک‌آهنگ او بود. لیندوم، فریدریکسون، پر گسله و متز پرسون شروع به ایجاد گروهی به نام «Spännande Ostar» («به معنی پنیرهای مهیج») کردند.
در همین سال فریدریکسون و لیندوم به جزایر قناری برای نوشتن ترانه‌های دومین آلبوم تکی ماری رفتند. آن‌ها برای ضبط آلبوم به سوئد بازگشتند.
آلبوم در سال ۱۹۸۶ تحت نام «Den Sjunde Vågen» روانه بازار شد. «Den Sjunde Vågen» و «Silver i din hand» نیز به عنوان تک‌آهنگ‌ها انتشار یافتند و فریدریکسون در نهایت توانست شجاعت اجرای یک تور موسیقی را به عنوان خواننده تکی پیدا کند.

## آغاز راکست و سومین آلبوم انفرادی
گسله و فریدریکسون سال‌های زیادی بود که در مورد کار کردن بایکدیگر با هم صحبت کرده بودند. فریدریکسون صدای پس‌زمینه گروه گسله، یعنی ژیلنه تیدر را بر عهده گرفت، آن‌ها با یکدیگر بر روی گروه Spännande Ostar و پروژه‌های دیگر کار کردند، از جمله آن یک تلاش با ژیله تیدر برای عرضه یک آلبوم انگلیسی زبان در آمریکا بود. کارهای فریدریکسون در سوئد به سرعت ترقی کرده بود، دوستان و افرادی که در این صنعت بودند نسبت به آینده کارهای مشترک ماری و گسله مشکوک بود، ایده او ایجاد یک گروه دو نفره موسیقی بود که به زبان انگلیسی بخواند و به موفقیت در اروپا برسد. اگرچه، در دهه ۸۰ میلادی، این امر که هنرمندان سوئدی به زبان انگلیسی برنامه اجرا کنند امری غیر متداول بود.
در سال ۱۹۸۶ میلادی، ماری تصمیم به ایجاد گروهی به همراه گسله تحت نام راکست گرفت - نام ژیلنه تیدر وقتی استفاده شد که آن‌ها خواستند آلبوم خودشان به نام رستوران هارتلند را در آمریکا عرضه کنند. اولین تک‌آهنگ آن‌ها «عشق بی‌کران» بود که به یک ترانه موفق در سوئد مبدل شد. آلبوم راکست به نام مروارید احساسات روح تازه ای در زندگی حرفه‌ای گسله دمید و ماری را به عنوان یک هنرمند بزرگ مطرح کرد.
پس از کنسرت تور سوئدی راکست به نام «Rock Runt Riket» (امپراطوری کوتله راک) در سال ۱۹۸۷، او سومین آلبوم انفرادی خود با نام Efter Stormen را ضبط کرد. یک‌بار دیگر، او مجدداً با لس لیندوم کار کرد، هر دو هم به عنوان تهیه‌کننده و هم به عنوان ترانه‌نویس. این آلبوم تور انفرادی دیگری را نیز به دنبال داشت.
در فوریه ۱۹۸۹ میلادی، ماری همچنین ترانه‌ای را برای سریال تلویزیونی Sparvöga ضبط کرد. آهنگ او، یعنی عنوان سریال، به یکی از محبوب‌ترین و بهترین ترانه‌های او بدل شد. فریدریکسون حالا یکی از شناخته‌شده‌ترین خواننده‌های سوئد بود.

## موفقیت جهانی راکست

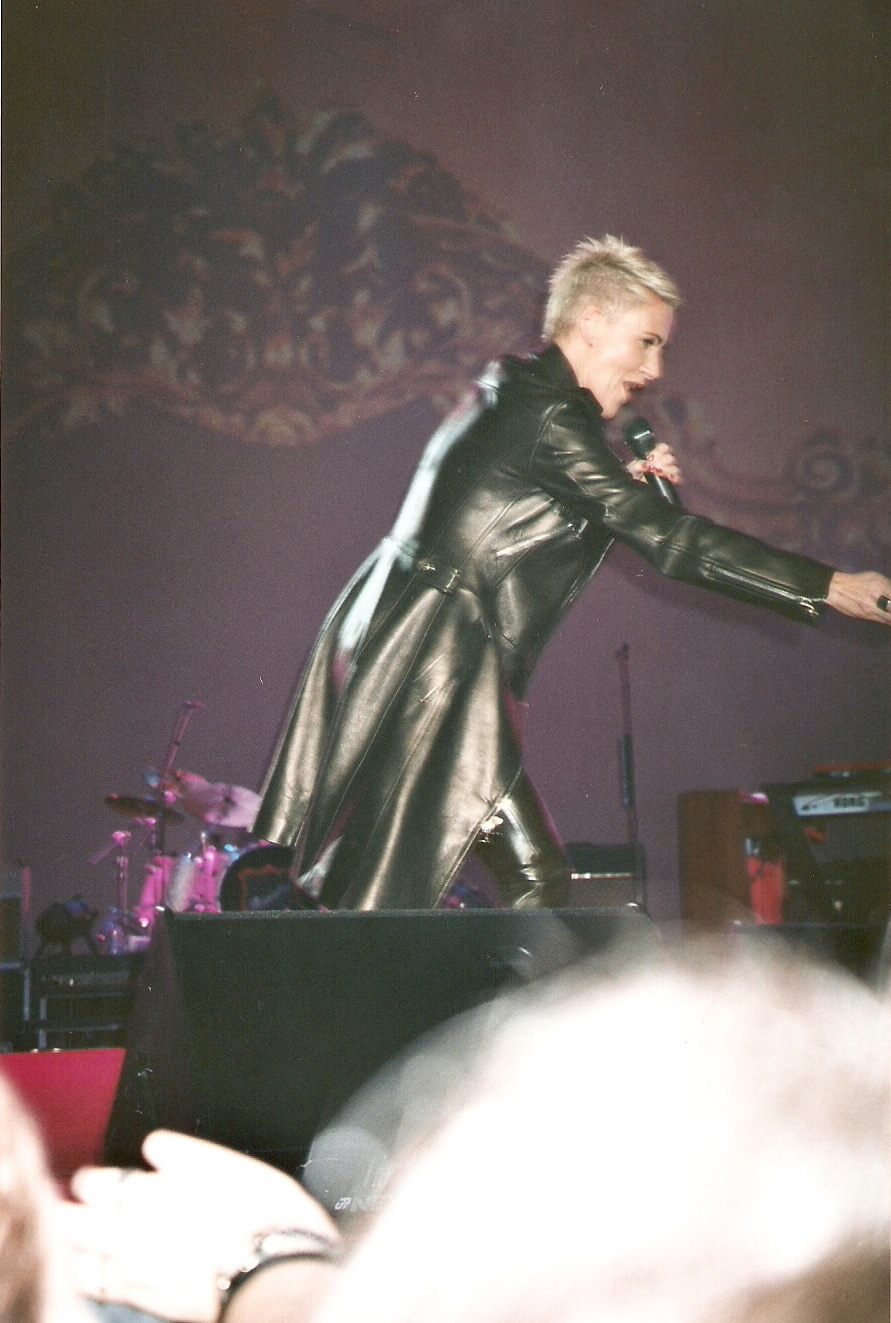
فیردریکسون در حال اجرای کنسرت راکست در سال ۲۰۰۱ در اسپانیا

در سال ۱۹۸۸، راکست برای ضبط دوم آلبوم خودشان به نام گوش به زنگ باش! به استادیو بازگشت که یک‌بار دیگر آن‌ها را به جداول موسیقی سوئد بازگرداند، اما این فقط شروع موفقیت برای فیردریکسون و گسله بود. راکست بعد از آن در آوریل ۱۹۸۹ به‌طور غیرمنتظره‌ای توانست با ترانه نگاه به رتبه شماره یک جدول تک‌آهنگ‌های ایالات متحده برسد. فیردریکسون و گسله ناگهان از افراد مشهور عادی سوئد تبدیل به هنرمندان و مشاهیر بزرگ جهانی شدند و خودشان را ناگهان در سفر به سراسر دنیا برای فروش میلیونی کارهای خود و دریافت جایزه دیدند. گوش به زنگ باش! یک موفقیت عظیم بود که ماحصل آن دو ترانه شماره یک موفق در ایالات متحده به انضمام ترانه به قلبت گوش کن در نوامبر ۱۹۸۹ بود. ترانه سوم این آلبوم به نام خطرناک نیز توانست به مدت دو هفته در رتبه دوم باقی بماند. (فوریه ۱۹۹۰ میلادی)
در سال ۱۹۹۰، از گسله توسط کمپانی تاچ‌استون پیکچرز درخواست شد تا ترانه‌ای را برای فیلم جدیدشان زن زیبا بسازد. از آنجایی که او وقت کافی برای ساخت یک ترانه جدید نداشت، او یک ترانه قدیمی کریسمس را دوباره ویرایش کرد و به آن‌ها ترانه این باید عشق می‌بود را عرضه کرد. این ترانه در فیلم استفاده شد، به صدر جداول موسیقی برای دو هفته در ژوئن ۱۹۹۰ رسید و به یکی از پرفروش‌ترین و شناخته شده‌ترین ترانه‌ها در آمریکا مبدل شد.
در سال ۱۹۹۱، آلبوم سوم آن‌ها به نام جوی‌راید عرضه شد که به آن‌ها موفقیت شماره یک دیگری را در ایالات متحده اعطا کرد، در حالی که ترانه دیگر آن‌ها به نام مثل یک گل پژمردن نیز به رتبه شماره دو در بازار فروش موسیقی ایالات متحده در ژوئیه ۱۹۹۱ رسید. آن‌ها این موفقیت را با یک تور بزرگ به نام به جوی‌راید بپیوند در اروپا و بین سال‌های ۱۹۹۱ تا ۹۲ ادامه دادند. گرچه بعد از تور موسیقی، ترانه‌های بعدی راکست نتوانست مجدداً به جداول ۱۰ ترانه برتر ایالات متحده راه پیدا کند، اما در اروپا و جنوب آمریکا، راکست با بدست آوردن گواهینامه‌های طلا و پلاتین برای آلبوم‌های خودش سوپر استار بودنش را تا شروع هزاره جدید ادامه داد.
فیردریکسون در سال ۱۹۹۲ مجدداً به کار ساخت آلبوم‌های انفرادی خودش مشغول شد.

## ازدواج و تولد فرزندان
در سال ۱۹۹۱ در اواخر توری بنام «به سرقت اتومبیل برای خوشگذرانی و تفریح بپیوند» ماری همسر آینده خود «مایکل بولئوِس» Mikael Bolyos را ملاقات کرد. مایکل یک موسیقیدان سوئدی است و از قبل با اعضاء گروه راکست آشنایی داشت ولی یکروز تصمیم به ملاقات با آن‌ها گرفت. ماری و مایکل قبلاً یکدیگر را دیده بودند ولی این ملاقات بقدری جدی شد که آن‌ها به سرعت با هم قرار نامزدی گذاشتند. ملاقات با مایکل به این شکل، تغییر بسیار زیادی در زندگی ماری ایجاد کرد. آن‌ها کمتر از یک سال در کنار یکدیگر بودند که ماری باردار شد. گر چه مدت کمی در کنار یکدیگر بودند ولی این بارداری کاملاً خواسته شده و برنامه‌ریزی شده بود. اولین فرزند آن‌ها دختری است که در ۲۶ آوریل ۱۹۹۳ به دنیا آمد. او را «اینس ژوزفین» Inez Josefin نامیدند که ابتدای نام او همان نام مادربزرگش (مادر ماری) یعنی «اینس» بود؛ ولی با این حال ماری همیشه او را ژوزفین صدا می‌زد. ماری و مایکل در شهر kyrka Östra Ljungy در تاریخ ۲۱ مه ۱۹۹۴ در حضور تنها ۴۰ میهمان دعوت شده با یکدیگر ازدواج کردند. میهمانی عروسی بسیار کوچک بود و تنها بستگان بسیار نزدیک در آن حضور داشتند. حتی شریک موسیقایی او پر گسله و همسرش ASA نیز دعوت نشده بودند.
فرزند دوم آن‌ها پسر است و در ۲۶ نوامبر ۱۹۹۶ به دنیا آمد. نام او «اسکار مایکل» Oscar Mikael می‌باشد.

## سرطان و آسیب‌های دائمی مغزی
در یازدهم سپتامبر ۲۰۰۲ میلادی، فیردریکسون در حمام خانه خود ناگهان بی‌هوش شد و ضربه سختی به سر او وارد شد. اسکن‌های مغزی نشان دادند که فیردریکسون دارای یک تومور مغزی در پشت سرش است. این تشخیص باعث کنسل شدن اجری برنامه‌ریزی شده راکست در سال ۲۰۰۲ در مجموعه تورهای شب رقص و جشن شد. پس از چند روز انتظار برای فروکش کردن صدمات مغزی که بر اثر ضربه به مغز ماری وارد شده بود، او تحت یک عمل موفق جراحی برای از میان برداشتن تومور قرار گرفت. مشخص شد که این تومور بدخیم است و پس از آن او ماه‌ها شیمی درمانی و پرتو درمانی را تحمل کرد. او دچار آسیب‌های دائمی مغزی شد، از جمله اینکه توانایی خواندن و شمردن، دید چشم سمت راست و برخی حرکات در سمت راست بدنش را از دست داد.
در ژانویه ۲۰۰۳، راکست جایزه مدال سلطنتی با ربان آبی را از سوی پادشاه سوئد دریافت کرد. این مراسم اولین و یکی از معدود حضورهای ماری در جمع بعد از عمل جراحی و بیماری او بود. بدنبال آن، او از حضور در بین چشمان عمومی مردم به مدت دو سال دوری کرد.
در ۲۱ اکتبر ۲۰۰۵ میلادی فریدریکسون توضیح داد که «این سه سال سال‌های بسیار سختی بود.» و همچین در مصاحبه‌ای که در Aftonbladet منتشر شد، فیردریکسون گفت که او در جنگ علیه سرطانش پیروز شده‌است و گفته‌است که «من سلامت هستم»، «دیگر درمانی را دریافت نمی‌کنم.»